# Radiografia di un colpo d'oro
Radiografia di un colpo d'oro (Las Vegas 500 millones) è un film del 1968 diretto da Antonio Isasi-Isasmendi.
La pellicola ha come protagonisti Gary Lockwood e Elke Sommer.

## Trama
Il giovane Tony è testimone dell'uccisione dell'anziano fratello Gino ad opera della polizia nel vano tentativo di assalire un blindato pieno di denaro. Per vendicarlo studia ,con alcuni amici, un piano per impossessarsi di un furgone con un carico di preziosi. Per ottenere le informazioni riguardo al percorso dei mezzi, Tony conquista Ann, la segretaria di Skorski, e la spinge a rivelargli tutti i dettagli anche quelli più segreti.
Tony con i suoi complici crea un nascondiglio nel deserto texano dove, insieme,  tenteranno di scassinare il blindato. Li attenderà una complessa partita con l'ispettore Douglas e con l'FBI. Tony si ritroverà solo e potrà fidarsi solo di Ann.